# Humanistische Alliantie
De Humanistische Alliantie is de koepelorganisatie van ruim dertig humanistische organisaties in Nederland.
De bij de Humanistische Alliantie aangesloten organisaties houden zich vanuit een maatschappijkritische houding en humane waarden bezig met sociale vragen, ontwikkelen visies, voeren actie en leveren praktische diensten. Aangesloten zijn onder meer het Humanistisch Verbond, Humanitas, de humanistische omroep Human, de Universiteit voor Humanistiek, de Stichting Humanistisch Vormingsonderwijs en het Humanistisch Vredesberaad. De totale ongeorganiseerde achterban telt volgens onafhankelijk onderzoek minstens 1 miljoen mensen in Nederland die zichzelf als humanist beschouwen, waaronder atheïsten, agnosten, vrijdenkers, religieuze humanisten en Alevieten.

## Het bestuur van de Alliantie
De Humanistische Alliantie kent een bestuur, een dagelijks bestuur en een algemene vergadering. In het bestuur hebben de directeuren van zes grote lid-organisaties zitting, plus een aantal roulerende leden. In de algemene vergadering zijn alle aangesloten organisaties vertegenwoordigd. Voorzitter anno 2017 is Christa Compas (tevens directeur van het Humanistisch Verbond).

## Het Alliantiebureau
De Humanistische Alliantie kent het Alliantiebureau, dat fungeert als het aanspreekpunt voor de in de Alliantie verenigde organisaties. Dit bureau heeft tot taak het bestuur en de algemene vergadering te ondersteunen en de aangesloten organisaties ter zijde te staan met kennis, communicatieve diensten, webredactie, netwerkdiensten en coördinatie.
Ook verzorgt het bureau de administratie en het financieel beheer van de Humanistische Alliantie. Voor communicatie met de achterban en doelgroepen zorgen de eigen website, de kosteloze digitale nieuwsbrief, een LinkedIn-groep en een Facebook-pagina.
Met medewerking van de aangesloten organisaties organiseert het bureau de Alliantie-evenementen, zoals de bijeenkomst op Wereldhumanismedag, jaarlijks op of omstreeks 21 juni.
De Humanistische Alliantie is per 1 januari 2023 opgeheven, en overgegaan in Netwerk Humanisme.